# Nicola Di Bari
Nicola Di Bari, właśc. Michele Scommegna (ur. 29 września 1940 w Zapponecie) – włoski wokalista i kompozytor, dwukrotny zwycięzca Festiwalu Piosenki Włoskiej w San Remo (w 1971 z piosenką „l cuore è uno zingaro” i w 1972 z piosenką „I giorni dell’arcobaleno”), reprezentant Włoch podczas 17. Konkursu Piosenki Eurowizji z utworem „I giorni dell'arcobaleno”, zwycięzca konkursu telewizyjnego Canzonissima w sezonie 1971–1972 z piosenką „Chitarra suona più piano”.
Śpiewa po włosku i hiszpańsku, który uważa za swój drugi język. Jest obecny na włoskich listach przebojów począwszy od wydanego w 1964 roku singla „Amore ritorna a casa”. W latach 80. koncertował dużo w krajach Ameryki Południowej, gdzie zdobył równie mocną pozycję, jak w swojej ojczyźnie.

## Życiorys

### Lata 50., 60. i 70.
Michele Scommegna w wieku dziesięciu lat został zapisany przez ojca do Istituto Arcivescovile Sacro Cuore di Manfredonia. Po zakończeniu edukacji i powrocie do rodzinnego domu postanowił zostać piosenkarzem. Zaczął uczestniczyć w niewielkich, regionalnych festiwalach, takich jak Festival di Jesi, La Caravella dei successi i Castrocaro. W 1958 roku przeniósł się do Mediolanu, ówczesnego centrum włoskiej muzyki rozrywkowej i siedziby głównych włoskich wytwórni fonograficznych. Nagrał kilka singli dla wytwórni SAAR, które jednak nie zdobyły powodzenia. W 1964 roku wydał singel „Amore ritorna a casa”, który, zaprezentowany na festiwalu Cantagiro, zapoczątkował jego udaną karierę artystyczną. W 1965 roku Di Bari zadebiutował na Festiwalu Piosenki Włoskiej w San Remo, gdzie w parze z Genem Pitneyem wykonał utwór „Amici miei”, która zdobyła drugie miejsce. Z tym samym wykonawcą uczestniczył również w kolejnych festiwalach: w 1966 roku z piosenką „Lei mi aspetta” i w 1967 – z „Guardati alle spalle”. 21 grudnia 1967 roku ożenił się z Agnese Girardello, a rok później podpisał kontrakt z wytwórnią RCA. W 1970 roku wystąpił na festiwalu w San Remo, prezentując w parze z duetem Ricchi e Poveri utworem „La prima cosa bella”, który zajął drugie miejsce. W kolejnych latach Di Bari wygrał festiwal: w 1971 roku z piosenką „l cuore è uno zingaro”, wykonaną w parze z Nadą, a rok później z utworem „I giorni dell’arcobaleno”, z którym reprezentował Włoch podczas 17. Konkursu Piosenki Eurowizji, zajmując ostatecznie szóste miejsce.
W sezonie 1971–1972 wygrał konkurs telewizyjny Canzonissima, śpiewając piosenkę „Chitarra suona più piano”. W 1972 roku wystąpił jako aktor w filmie Torino nera Carla Lizzaniego, komponując również do niego ścieżkę dźwiękową. Zaczął zdobywać popularność poza granicami Włoch, a zwłaszcza w Ameryce Łacińskiej, gdzie nagrywał swoje piosenki w języku hiszpańskim. Dużym powodzeniem w Ameryce Południowej cieszył się jego album Lei mia wydany w 1977 roku.

### Lata 80. i późniejsze
W 1981 artysta wydał album pt. Passo dopo passo, a pochodzący z niego singiel „Giuro”, okazał się sukcesem w wersji hiszpańskiej. W kolejnych latach Nicola di Bari ograniczył działalność artystyczną, poświęcając uwagę rodzinie. W latach 1985–1995 odbywał międzynarodową trasę koncertową, wystąpił w Kanadzie, Ameryce Południowej, Japonii i Australii. W przerwach między koncertami występował też w telewizji. Pochodzący z albumu Innamorarsi singel „Rosa” okazał się kolejnym sukcesem artysty na południowoamerykańskich listach przebojów. W kolejnych latach ukazały się kompilacje najlepszych utworów artysty. Lata 1998–2010 upłynęły pod znakiem realizacji nowych projektów i koncertów we Włoszech i za granicą.

## Dyskografia

### Albumy[5]
- 1970 – Nicola Di Bari Canta Luigi Tenco
- 1971 – Nicola Di Bari
- 1972 – I Giorni Dell'Arcobaleno
- 1972 – Vol. 2
- 1972 – Nicola Di Bari En Español
- 1973 – Paese
- 1974 – La Colomba Di Carta
- 1976 – Un Successo Dopo L'Altro
- 1977 – Nicola Di Bari
- 1981 – Passo Dopo Passo
- 1983 – L'Amore È
- 1986 – Enamorarse
- 1987 – Encanto
- 1995 – Nicola Di Bari
- 1997 – Mi Corazon Es Un Gitano
- (rok nieznany) – Nicola Di Bari
- (rok nieznany) – Los Exitos De Nicola Di Bari En Español

### Single i EP-ki[6]
- 1963 – „Perchè t ne vai” / „Piano...pianino”
- 1964 – „Non farmi piangere più” / „Ti tendo le braccia”
- 1964 – „Amore ritorna a casa” / „Senza motivo”
- 1965 – „Piangero”
- 1965 – „Canta en Español” (EP)
- 1965 – „Non sai come ti amo” / „Un amore vero”
- 1965 – „Amici miei” / „Amo solo te”
- 1966 – „Lei mi aspetta”
- 1966 – „3000 tamburi”
- 1967 – „Se mai ti parlassero di me” / „Giramondo”
- 1967 – „Nicola Di Bari” (EP)
- 1967 – „Trotamundos” / „Solo Ciao”
- 1968 – „Il mondo è grigio, Il mondo è blu” / „Solo Ciao”
- 1969 – „Eternamente” / „La vita e l'amore”
- 1970 – „Vagabondo” / „La mia Donna”
- 1970 – „La prima cosa bella”
- 1970 – „Es preferible”
- 1971 – „Il cuore è uno zingaro” / „Agnese”
- 1971 – „Un uomo molte cose non le sa” (Lucio Dalla / Nicola Di Bari)
- 1971 – „Itaca”
- 1971 – „Una ragazzina come te” / „Zapponeta"
- 1971 – „Chitarra suona più piano” / „Lontano, Lontano”
- 1971 – „Anima” / „Pioverà Pioverà”
- 1972 – „Paese” / „Qualche cosa in più”
- 1972 – „I giorni dell'arcobaleno”
- 1972 – „Occhi chiari” / „Chelsea” (Nicola Di Bari / Kathy & Gulliver)
- 1972 – „Los dias del arco iris”
- 1974 – „Il matto del villaggio” / „Piccola donna”
- 1974 – „Ti fa bella l'amore” / „Ad esempio a me piace il sud”
- 1975 – „Nicola Di Bari en Español”
- 1975 – „Beniamino” / „Tema di Beniamino”
- 1975 – „Sai che bevo sai che fumo” / „Libertà”
- 1975 – „Prueba llamarme amor” / „He sabido que te amaba”
- 1976 – „La più bella del mondo”
- 1976 – „La mas bella del mundo la piú bella del mondo”
- 1976 – „E ti amavo” / „Momento”
- 1977 – „La más bella del mundo” / „Ana no está”
- 1977 – „El amor te hace linda” / „Por ejemplo”
- 1979 – „Chiara”
- 1980 – „Los días del arco iris” / „Como Violetas”
- 1981 – „Giuro”
- rok nieznany – „Il cuore è uno zingaro” / „Agnese”
- rok nieznany – „El corazón es un gitano” / „El último romántico”